# ハロルド・L・イケス
ハロルド・ルクレア・イケス（英語: Harold LeClair Ickes, [ˈɪkəs] IK-əs、1874年3月15日 - 1952年2月3日）は、アメリカ合衆国の行政官、政治家。1933年から1946年にかけて13年間にわたりアメリカ合衆国内務長官として在任し、合衆国の歴史の中でジェイムズ・ウィルソンに次いで2番目に長く閣僚を務めた。イケスは、労働長官だったフランシス・パーキンスとともに、フランクリン・D・ルーズベルト大統領の内閣の発足当初からルーズベルトの退任まで交代せずに在職し続けた閣僚であった。
イケスは、ルーズベルトのニューディール政策においてその大部分の実施責任者となった。彼は、救済計画のおもだった柱だった公共事業局（PWA）の責任者であり、連邦政府の環境政策も担当していた。
当時の彼は、突出したリベラルの発言者、たくみな演説家、アフリカ系アメリカ人の主張の多くを支持する支援者とみなされていたが、他方では、州レベルの人種分離が取りざたされる場合に、しばしば政局を見て功利的に振る舞うこともあった。国政に関わるようになる前、イケスは自分が管轄していた地域における人種隔離の撤廃に取り組んでおり、全米黒人地位向上協会（NAACP）のシカゴ地区代表を務めていた。
1966年にアフリカ系アメリカ人初の閣僚となったロバート・C・ウィーヴァーは、人種問題に関してイケスを支えた「ブラック・キッチン・キャビネット（Black Kitchen Cabinet）」と称される顧問団のひとりであった。
イケスの息子であるハロルド・M・イッキーズは、ビル・クリントン政権で大統領次席補佐官を務めた。

## 氏名の発音、綴りについて
『Literary Digest』のインタビューで自分の姓の発音について尋ねられた際、彼は、「おそらく「sickness」から「n」をとったものと韻を踏むように発音し、「e」は短い「e」と短い「u」の間くらいにするのが一番近い」と述べており、姓の発音は[ˈɪkəs] IK-əssということになる。一方、息子は、姓を[ˈɪkiːz] IK-eezと発音している。また、ミドルネームの綴りは確定しておらず、「Le Clair」、「Le Claire」、「LeClare」などと様々に綴られることがある。

## 生い立ち
イケスは、スコットランド系とドイツ系の血統を引き、ペンシルベニア州ホリデイズバーグで、母マティルダ（Matilda：旧姓マッキューン（McCune））と父ジェシー・ブーン・イケス（Jesse Boone Ickes）の間に生まれた。16歳のとき、母を亡くしたのを機にシカゴへ移り住み、イーグルウッド高等学校（Englewood High School：後のEnglewood Technical Prep Academy）に学んだ。イーグルウッドでは、級長（the class president）であった。卒業後はシカゴ大学に進み、1897年にB.A.を得た。シカゴ大学では、ファイ・デルタ・セータのイリノイ・ベータ支部（the Illinois Beta Chapter）の再建にあたり、設立メンバーの一人となった。
大学卒業後は新聞記者となり、最初は『シカゴ・レコード（The Chicago Record）』紙、後には『シカゴ・トリビューン（Chicago Tribune）』紙で働いた。1907年には、シカゴ大学・ロー・スクールで法務の学位を得たが、実際に弁護士として活動することはほとんどなかった。やがてイケスは、政治改革の道に進み盛んに活動するようになった。

## 政治活動
当初、イケスはシカゴで共和党員として活動していたが、体制派に属することはなかった。共和党の政策に飽き足らなかった彼は、1912年にセオドア・ルーズベルトが興したブル・ムース運動に加わった。その後、共和党に復帰してからは、共和党内の進歩派を支持して活動し、1916年の大統領選挙ではチャールズ・エヴァンズ・ヒューズ、1920年と1924年にはハイラム・ジョンソンの選挙運動に加わった。
イケスは、シカゴの大物たちを相手に、長く続いた伝説的な論戦を繰り広げたが、初期の論敵は、公共交通事業を手がけていた実業家サミュエル・インスル、シカゴ市長ウィリアム・ヘイル・トンプソン、『シカゴ・トリビューン』紙のオーナーだったロバート・R・マコーミックであった。後には、大統領候補となったトマス・E・デューイとも論戦を展開した。
当時のイケスは、もっぱら地元のシカゴで活動しており、1933年までは全国的には無名だった。シカゴにおける一連の動きの中で、彼が関わった数多くの社会的、政治的な活動の中には、シティ・クラブ・オブ・シカゴへの関わりも含まれていた。

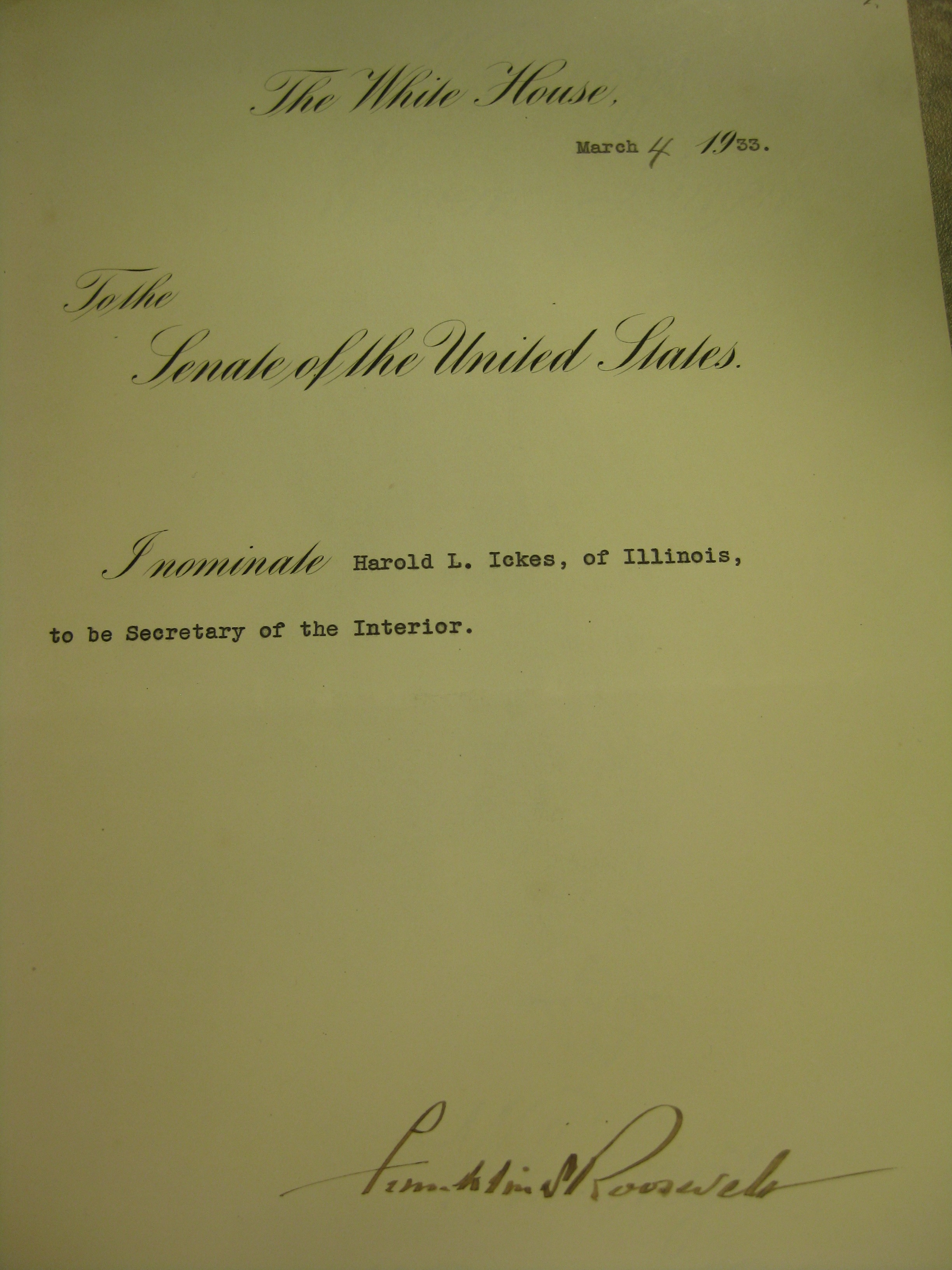
イケスの内務長官指名文書。

1932年の大統領選挙で当選したフランクリン・D・ルーズベルトは、直ちに組閣に入った。ルーズベルトの顧問たちは、民主党の大統領は共和党進歩派を取り込んで中道派の有権者の支持を引きつける必要がある、と考えた。ルーズベルトは、当時は共和党の上院議員でありながらルーズベルトを支持していたハイラム・ジョンソンに白羽の矢を立てたが、ジョンソンは誘いに乗らなかった。ジョンソンはその代わりに、旧知のイケスを推薦した。